# تريسي بارنز
تريسي بارنز (بالإنجليزية: Tracy Barnes-Coliander)‏ هي متسابقة بياثل أمريكية، ولدت في 26 أبريل 1982 في دورانغو في الولايات المتحدة.

## وصلات خارجية
- تريسي بارنز على موقع IBU (الإنجليزية)
- تريسي بارنز على موقع أوليمبيديا (الإنجليزية)